# Schönefeld (Niedergörsdorf)
Schönefeld ist ein Ortsteil der Gemeinde Niedergörsdorf im Süden des Landkreises Teltow-Fläming im Land Brandenburg.

## Lage
Der Ort liegt westlich des Gemeindezentrums. Nördlich grenzt der Ortsteil Feldheim der Stadt Treuenbrietzen an die Gemarkung an. Es folgen die Niedergörsdorfer Ortsteile Danna im Osten, Kurzlipsdorf im Südosten sowie Wergzahna im Südwesten. Südlich liegt Klebitz, eine ehemalige Gemeinde, die im 21. Jahrhundert zur Stadt Zahna-Elster gehört und damit bereits in Sachsen-Anhalt liegt. Der überwiegende Teil der Gemarkung wird landwirtschaftlich genutzt. Die Wohnbebauung konzentriert sich um den historischen Ortskern, der von der Landstraße 82 erschlossen wird. Diese führt von Nordwesten kommend in südöstlicher Richtung durch das Dorf.

## Geschichte
Schönefeld wurde im Jahr 1190 erstmals urkundlich erwähnt. Der Name soll, so die Gemeinde Niedergörsdorf, zum einen „einerseits auf die idyllische Lage, andererseits auf den ertragreichen Boden“ hinweisen. Im Zuge des Wiener Kongresses im Jahr 1815 kam Schönefeld zunächst zum Landkreis Schweinitz und ab 1952 zum Kreis Jüterbog. Nach der Wende gründete sich 1992 das Amt Niedergörsdorf, aus dem im Jahr 1997 die Gemeinde Niedergörsdorf hervorging.

## Sehenswürdigkeiten

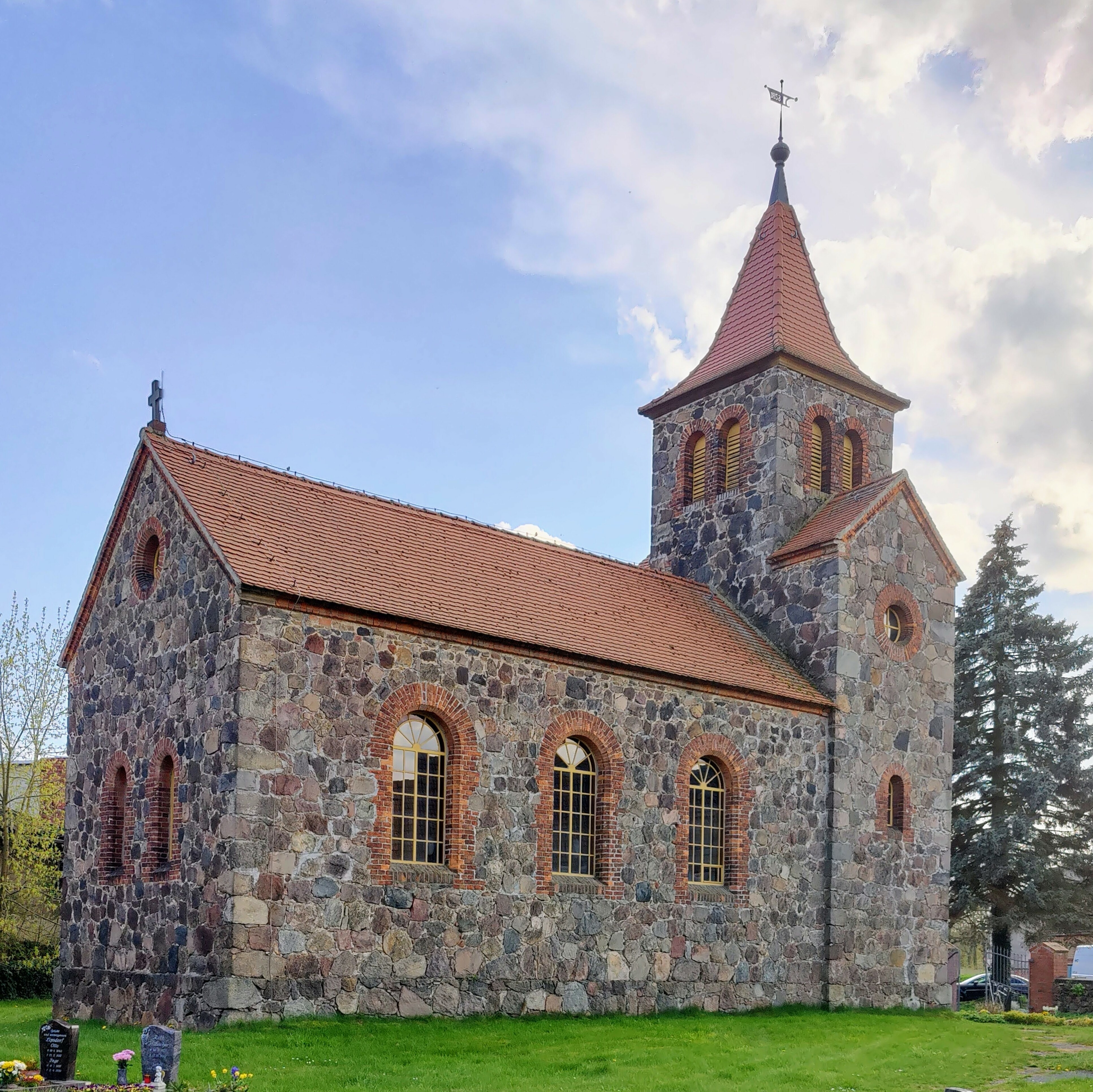
Dorfkirche Schönefeld

- Die Dorfkirche Schönefeld ist eine Feldsteinkirche aus dem Jahr 1853, die einen Vorgängerbau ersetzte. Im Innern stehen unter anderem Tafelbilder eines Altarretabels aus dem Jahr 1692.
- Das Gehöft in der Straße Schönefeld 35 entstand vermutlich in der Mitte des 19. Jahrhunderts und steht unter Denkmalschutz.